# Oleśnica (powiat chodzieski)
Oleśnica – wieś w Polsce położona w województwie wielkopolskim, w powiecie chodzieskim, w gminie Chodzież.
W latach 1975–1998 miejscowość należała administracyjnie do województwa pilskiego.
W centrum wsi dominuje zabudowa blokowa. Przy pętli autobusowej stoi kapliczka słupowa. Z Chodzieżą wieś łączy podmiejska linia autobusowa MZK Chodzież nr 3. Żółty szlak turystyczny prowadzi na Gontyniec.
W miejscowości działało Państwowe Gospodarstwo Rybackie Oleśnica.
Zobacz też: Oleśnica, Oleśnica Mała